# Laurent Bili
Pour les articles homonymes, voir Bili.
Laurent Bili, né le 12 août 1961 à Trèves (Allemagne), est un haut fonctionnaire et diplomate français. Il est ambassadeur de France aux États-Unis depuis le 14 février 2023, après avoir été ambassadeur de France à Bangkok, Ankara, Brasilia et Pékin. Il a également été affecté dans les services centraux des Affaires étrangères en tant que directeur général de la mondialisation et président du conseil d'administration de l'AEFE.

## Biographie
Laurent Bili est né à Trèves, alors en Allemagne de l'Ouest, où son père militaire était en garnison. Au gré des affectations de celui-ci, il change souvent de domicile. Il passe notamment deux ans en Polynésie durant sa petite enfance. Ayant des racines bretonnes, il n’a commencé à vivre en France métropolitaine qu’à partir de ses dix ans.

### Formation
Laurent Bili est ancien élève du lycée Michelet de Vanves.  
Il est titulaire d'une maîtrise d'histoire obtenue en 1984 et, l'année suivante, d'une maîtrise de sciences politiques de l'université Paris-1 Panthéon-Sorbonne. Il est diplômé de l'Institut d’études politiques de Paris en 1988 (section : service public) . 
Il est élève de l’ENA au sein de la promotion « Victor Hugo », de 1989 à 1991, au titre du concours interne, puisqu'il a passé le concours quand il était professeur auxiliaire d'histoire-géographie. Il fut également surveillant d'externat pendant une partie de ses études supérieures (1982 à 1984).
Laurent Bili pratique plusieurs langues notamment le turc, l'anglais, le portugais, l'espagnol et le thaï. Il a aussi suivi des cours d'indonésien et d'allemand et a des bases de néerlandais.

### Postes occupés
Après avoir été professeur d'histoire et géographie de 1984 à 1988, il est élève de l'École nationale d'administration de 1989 à 1991. À la sortie de l’École, il choisit, au vu de son classement, la carrière diplomatique et intègre le corps des secrétaires des affaires étrangères. Il est d'abord affecté à la Direction des affaires stratégiques et du désarmement, où il reste de 1991 à 1993, avant de devenir conseiller diplomatique adjoint du ministre d’État, ministre de la Défense de 1993 à 1995 (François Léotard).
Il est ensuite premier secrétaire à Ankara de 1995 à 1998. Il est nommé en 1998 représentant permanent adjoint à la Représentation permanente de la France auprès de l’Union de l'Europe occidentale à Bruxelles.
De retour à l'administration centrale en 2000, il est conseiller auprès du comité politique et de sécurité intérimaire de l’Union européenne, puis brièvement sous-directeur des affaires stratégiques à l'administration centrale avant d'être nommé directeur de cabinet puis conseiller auprès du ministre délégué aux affaires européennes (Renaud Donnedieu de Vabres puis Noëlle Lenoir). Il est de 2002 à 2007 conseiller technique à la cellule diplomatique de la présidence de la République sous Jacques Chirac.
Il assume son premier poste d'ambassadeur en 2007 à Bangkok, avant d'exercer de 2009 à 2010 la fonction de directeur du cabinet civil et militaire auprès du ministre de la Défense Hervé Morin.
De 2011 à 2015, il est ambassadeur de France en Turquie, puis au Brésil de 2015 à 2017.
Il devient ensuite à compter du 24 juillet 2017 directeur général de la mondialisation, de la culture, de l'enseignement et du développement international et président du conseil d'administration de l'Agence pour l'enseignement français à l'étranger.
Il occupe ensuite le poste d'ambassadeur de France en Chine, à Pékin, avant d'être nommé ambassadeur de France aux États-Unis le 14 février 2023.

## Distinctions honorifiques
- Chevalier de la Légion d'honneur en 2012[8]
- Médaille d’honneur des Affaires étrangères (argent)
- Grand Croix de l’ordre le plus exalté de l’Éléphant blanc (Thaïlande)[9]
- Doctorat honoris causa de l’université Kasetsart - Bangkok (philosophie/sciences politiques)